# Plestiodon kishinouyei
Espèce
Synonymes
- Eumeces kishinouyei Stejneger, 1901

Statut de conservation UICN

 VU  : Vulnérable
Plestiodon kishinouyei est une espèce de sauriens de la famille des Scincidae.

## Répartition
Cette espèce est endémique de l'archipel Nansei au Japon. Elle se rencontre dans les îles d'Iriomote-jima, d'Ishigaki et de Miyako-jima.

## Étymologie
Cette espèce est nommée en l'honneur de Kamakichi Kishinouye, biologiste marin japonais.

## Publication originale
- Stejneger, 1901 : Diagnoses of Eight New Batrachians and Reptiles from the Riu Kiu Archipelago, Japan. Proceedings of the Biological Society of Washington, vol. 14, p. 189-191 (texte intégral).